# Limnodynastes convexiusculus
Limnodynastes convexiusculus es una especie  de anfibios de la familia Limnodynastidae.

## Distribución geográfica
Se encuentra en el noreste de Australia y al sur de Nueva Guinea.

## Estado de conservación
Se encuentra amenazada de extinción por la pérdida de su hábitat natural